# 태풍 날개 (2022년)
태풍 날개(NALGAE)는 2022년에 북서태평양에서 발생한 제22호 태풍이다. NALGAE는 북한에서 제출한 이름으로 날개를 의미한다.

## 태풍의 진행
태풍 날개는 10월 27일 9시에 중심기압 998hPa, 최대풍속 18m/s, 강풍 반경 440km(남쪽 반경)의 열대폭풍으로 필리핀 마닐라 동남동쪽 약 1,240km 부근 해상에서 발생하였다.(일본 기상청 태풍정보 속보치 기준) 발생 이후 서~서북서진하면서 발달하였고, 10월 29~30일에 중심기압 985hPa, 최대풍속 25m/s, 강풍 반경 650km의 세력으로 필리핀 마닐라를 포함한 필리핀 중부와 북부 지역을 관통하였다. 필리핀 관통 이후 남중국해에 진출한 뒤 서남서~북북서진하면서 다시 발달하였고, 10월 31일 15시에 필리핀 마닐라 북서쪽 약 560km 부근 해상(남중국해)에서 일본 기상청 기준으로 중심기압 975hPa, 최대풍속 31m/s의 강한 열대폭풍으로 최성기를 맞이하였다. 최성기 이후 북~북북서진하면서 강한 연직시어와 건조 공기의 유입으로 인해 약화되어, 11월 3일 9시에 중국 홍콩 서남서쪽 약 60km 부근 해상(남중국해)에서 중심기압 1010hPa(한국 기상청 기준 1004hPa)의 열대저압부로 소멸하였다.

## 피해
크기가 직경 1,310km에 달하는 매우 큰 대형급 태풍이다보니 필리핀에 상륙하기도 전인 10월 27일부터 비가 내려 대규모 홍수가 일어났으며, 총합 164명 사망, 25명 실종, 120만 명의 이재민으로 대재난급 피해가 속출했다. 집계 완료 시 추가 피해가 더 늘어날 가능성도 있다.

## 제명
크기가 직경 1,310km에 달하는 매우 큰 대형급 태풍이다보니 필리핀에 상륙하기도 전인 10월 27일부터 비가 내려 대규모 홍수가 일어났으며, 총합 164명 사망, 25명 실종, 120만 명의 이재민이 발생하는 대재난급 피해가 속출했으며 중국 남부도 피해가 있었다. 이 때문에 2023년 제55차 태풍위원회 회의에서 제명이 결정되어 곤파스, 꼰선, 라이, 메기, 망온, 노루, 말라카스, 힌남노와 함께 제명되었다. 결과적으로 2022년에 필리핀에 영향을 준 한국어 이름을 가진 태풍들이 싹 다 제명됐다.

## 같이 보기
- 태풍 안젤라 (1995년)
- 태풍 상산 (2006년)
- 태풍 꼰선 (2010년)
- 태풍 고니 (2020년)
- 태풍 꼰선 (2021년)
- 태풍 펑선 (2008년)
- 태풍 와시 (2011년)
- 태풍 보파 (2012년)
- 태풍 덴빈 (2017년)
- 태풍 라이 (2021년)